# (2512) Tavastia
(2512) Tavastia es un asteroide perteneciente al cinturón de asteroides, descubierto el 3 de abril de 1940 por Yrjö Väisälä desde el Observatorio de Iso-Heikkilä, en Turku, Finlandia.

## Designación y nombre
Designado provisionalmente como 1940 GG. Fue nombrado Tavastia en homenaje a Tavastia, histórica provincia de Finlandia, la cual fue desagregada en Päijänne Tavastia y Tavastia Propia.